# THE 放送サッカーズ
THE 放送サッカーズ（ザ ほうそうサッカーズ）は、ニッポン放送で2006年10月2日から2007年3月29日まで放送（基本的に録音放送、一部曜日生放送）されたラジオ番組。

## 放送時間
- 毎週月曜日-木曜日 21:00-22:00

## 概要
内容は、日本の放送業界を代表する放送作家が日替わりでラジオパーソナリティとなり、番組コーナーの企画、ゲストのブッキングなど、全て自分の提案で番組を作り、他のパーソナリティと競い合う。

## パーソナリティ
- 月曜日：高須光聖
- 火曜日：おちまさと
- 水曜日：石川昭人
- 木曜日：鈴木おさむ

### アシスタント
- 増田みのり（ニッポン放送アナウンサー）

## サッカーズサポーターズルーム
スポンサーをサポーターと呼ぶ（石川昭人担当番組「知ってる?24時。」より）。
- 月曜日:朝日新聞(初回から2007年1月8日まで。新聞高須斬り朝日新聞の紙面内容いじり。時事ネタを扱う)→ワーキン（「ええ仕事キッツイ仕事」、2007年1月15日から2007年3月26日まで）
- 火曜日:インテリジェンス
「上原隆CDデビューへの道」
社員の歌手デビューまでを追跡。歌詞もリスナーから募集
- 水曜日:ランキンランキン（東急電鉄の売り上げ調査店舗、2006年10月3日から2007年1月3日まで）→DHC（2007年1月10日から、「輝く明日への第一歩〜さえない女のエレジー」）
- 木曜日:プリズン・ブレイク（2006年12月14日）→ディア・フレンズ（2007年1月11日から最終回まで。期間限定「ディア・フレンズ自慢選手権」）